# 버넥트
주식회사 버넥트(VIRNECT)는 대한민국 확장 현실(XR, eXtended Reality) 기술 기업으로 코스닥에 상장되어 있다.

## 사업 내용
버넥트의 XR 솔루션은 원격 협업, 콘텐츠 제작, 디지털 트윈 등에서 사용된다. 2023년 7월 26일에 기술 특례로 코스닥에 상장되었으며 한화가 100억 원을 투자한 것으로 알려져 있다. 중국 최대 휴머노이드 로봇 기업 유니트리와 협력하고 있다

### 내용주
1. ↑  주관사를 대신증권으로 공모가 16,000원에 코스닥 시장에 상장